# ناحیه واترفورد، شهرستان فولتن، ایلینوی
ناحیه واترفورد (به انگلیسی: Waterford Township) یک منطقهٔ مسکونی در ایالات متحده آمریکا است که در شهرستان فولتن، ایلینوی واقع شده‌است. ناحیه واترفورد ۱۳۶ متر بالاتر از سطح دریا واقع شده‌است.